# Santa María del Camino
Santa María del Camino o simplemente Santa María (oficialmente en catalán: Santa Maria del Camí) es una localidad y municipio de Mallorca, en la comunidad autónoma de Islas Baleares, en España. Limita con Consell, Santa Eugenia, Palma de Mallorca, Marrachí, Buñola y Alaró.

## Geografía
- Altitud: 132 metros.
- Latitud: 41° 39″ N
- Longitud: 001° 28′ E
- Extensión total: 37.93km²
- Máxima elevación: 666m (Puig de Na Marit en la possessió de Es Cabàs)

## Demografía
Santa María del Camino cuenta con una población de 7623 habitantes (INE 2024).
| Gráfica de evolución demográfica de Santa María del Camino entre 1842 y 2021 |
| |
| Población de derecho según los censos de población del INE. Población de hecho según los censos de población del INE.En estos censos se denominaba Santa María: 1842, 1857, 1860, 1877, 1887, 1897, 1900, 1910, 1920, 1930, 1940, 1950 y 1960. |

## Restos Arqueológicos
La localidad de Santa María del Camí encuentra entre sus territorios diversos restos arqueológicos, de entre los que destacan los listados:
Basílica de Cas Frares: Restos de una basílica paleocristiana encontrada en las casas de la possessió homónima. Fue descubierta en 1833 y poco después destruida por el propietario de las mismas tierras. Antes de la destrucción se pudo replicar un mosaico que mostraba a Adán y Eva.
Es Claper des Doblers: Talayot en mal estado de conservación. Planta rectangular y con construcciones adosadas.
Sa Cova des Moro: Cueva funeraria rectangular descubierta el 1903. Se puede datar de entre 1700/1600 a. C. Se encontraron allí dos puñales de cobre y cerca de veinte piezas de cerámica.
Sa Tanca des Cabàs Vell: Se encontraron varias sepulturas junto a un ajuar funerario.

## Administración y política
| Composición del ayuntamiento de Santa María tras las elecciones de 2019 |            |
| Partido político                                                        | Concejales |
| MÉS per Mallorca (MÉS)                                                  | 6          |
| Partido Popular (PP)                                                    | 5          |
| Partido Socialista Obrero Español (PSOE)                                | 1          |
| Alternativa Santa Maria                                                 | 1          |

| Periodo   | Nombre                                               | Partido |
| --------- | ---------------------------------------------------- | ------- |
| 1979-1983 | Joaquín Morales                                      | UCD     |
| 1983-1987 | Josep Estarelles                                     | AP      |
| 1987-1991 | Josep Estarelles (1987-1990) Mateu Morro (1990-1991) | AP PSM  |
| 1991-1995 | Mateu Morro                                          | PSM     |
| 1995-1999 | Mateu Morro                                          | PSM     |
| 1999-2003 | Mateu Morro (1999-2001) Rosa Vich (2001-2003)        | PSM     |
| 2003-2007 | Rosa Vich                                            | PSM     |
| 2007-2011 | Rosa Vich                                            | PSM     |
| 2011-2015 | Rosa Vich                                            | PSM     |
| 2015-2019 | Nicolau Canyelles                                    | MES     |
| 2019-2023 | Nicolau Canyelles                                    | MES     |
| 2023-act. | Nicolau Canyelles                                    | MES     |